# 神田東松下町
神田東松下町（日语：／ Kanda-higashi-matsushitachō */?）是東京都千代田區的町名。2013年8月1日為止的人口為250人。郵遞區號101-0042。

## 地理
位於千代田區東北部。北與神田須田町間以一八通（一八通り）為界，東接神田岩本町、岩本町，南鄰神田東紺屋町，西南連神田紺屋町、神田富山町，西鄰鍛冶町。神田東松下町屬神田站東口商業區的一角，多辦公大樓與商店。東邊部分為JR山手線、京濱東北線路廊。東西向的神田平成通（神田平成通り）穿過本町。

## 歷史
1825年（文政8年），北辰一刀流開祖千葉周作的劍術道場「玄武館」從日本橋品川町移至此地。門人數千人的玄武館是當時江戶最大的道場之一。

### 地名由來
最初成立時為了與松下町區隔而加上「東」。

## 交通
町域内無鐵道站，鄰近的車站有西邊的神田站、北邊的都營新宿線岩本町站。

## 設施
- 日本人力（日语：日本マンパワー）
- 鳥本鋼業
- 東京化工機
- 三井藥品
- 黑川建設（日语：黒川建設）
- 藤田商事

## 備註
1. ↑  千代田区ホームページ - 町丁別世帯数および人口（住民基本台帳）：平成25年8月1日現在 的存檔，存档日期2013-10-27.
2. 1 2  .   [2013-08-16]. （原始内容存档于2020-09-20）.